# Lago Escútare
Escútare ou Escodra (em italiano: Lago di Scutari; em sérvio: Скадарско језеро; romaniz.: Skadarsko jezero: em albanês: Liqeni i Shkodrës), é o maior lago dos Bálcãs, localizado na fronteira Albânia-Montenegro. Tem este nome em função da cidade de Escútare/Escodra localizada no norte da Albânia.
Sua superfície, situada apenas a seis metros acima do nível do mar, pode variar entre 370 e 530 km², dos quais 2/3 estão em território montenegrino. Ele está localizado numa depressão abastecida pelas águas do rio Moraca. O lago deságua no mar Adriático através do rio Bojana. A parte montenegrina do lago e suas redondezas foram declaradas parque nacional em 1983.

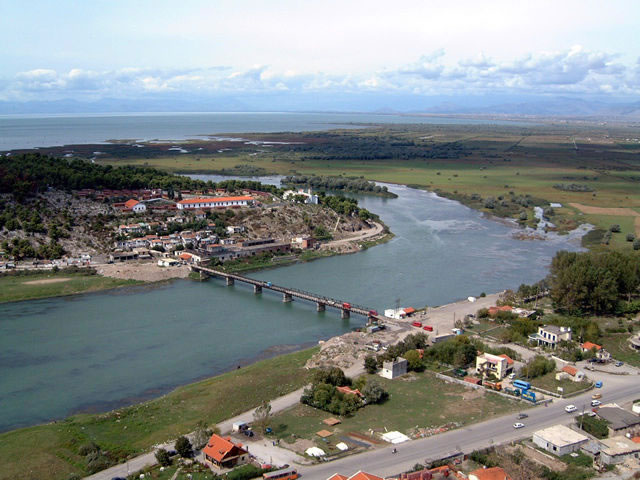
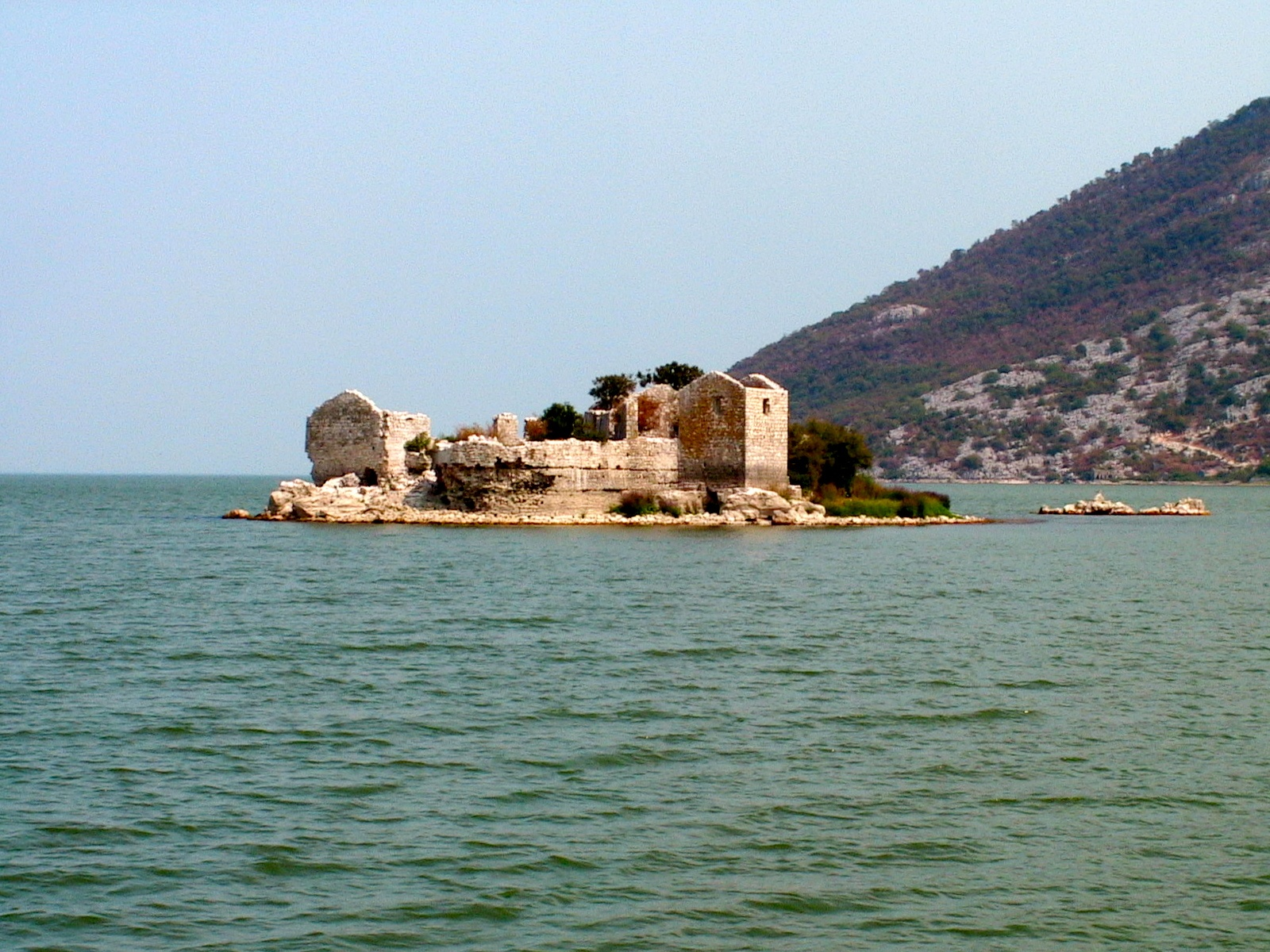